# Jeugny
Jeugny település Franciaországban, Aube megyében. Lakosainak száma 462 fő (2022. január 1.). Jeugny Crésantignes, Fays-la-Chapelle, La Loge-Pomblin, Les Loges-Margueron, Longeville-sur-Mogne, Machy, Maupas, Saint-Phal és La Vendue-Mignot községekkel határos.

## Népesség
A település népességének változása:
| Lakosok száma | 324  | 325  | 368  | 446  | 481  | 495  | 490  | 472  | 471  | 462  |
|               | 1968 | 1982 | 1990 | 2006 | 2013 | 2015 | 2017 | 2019 | 2020 | 2022 |